# Tim Koschwitz

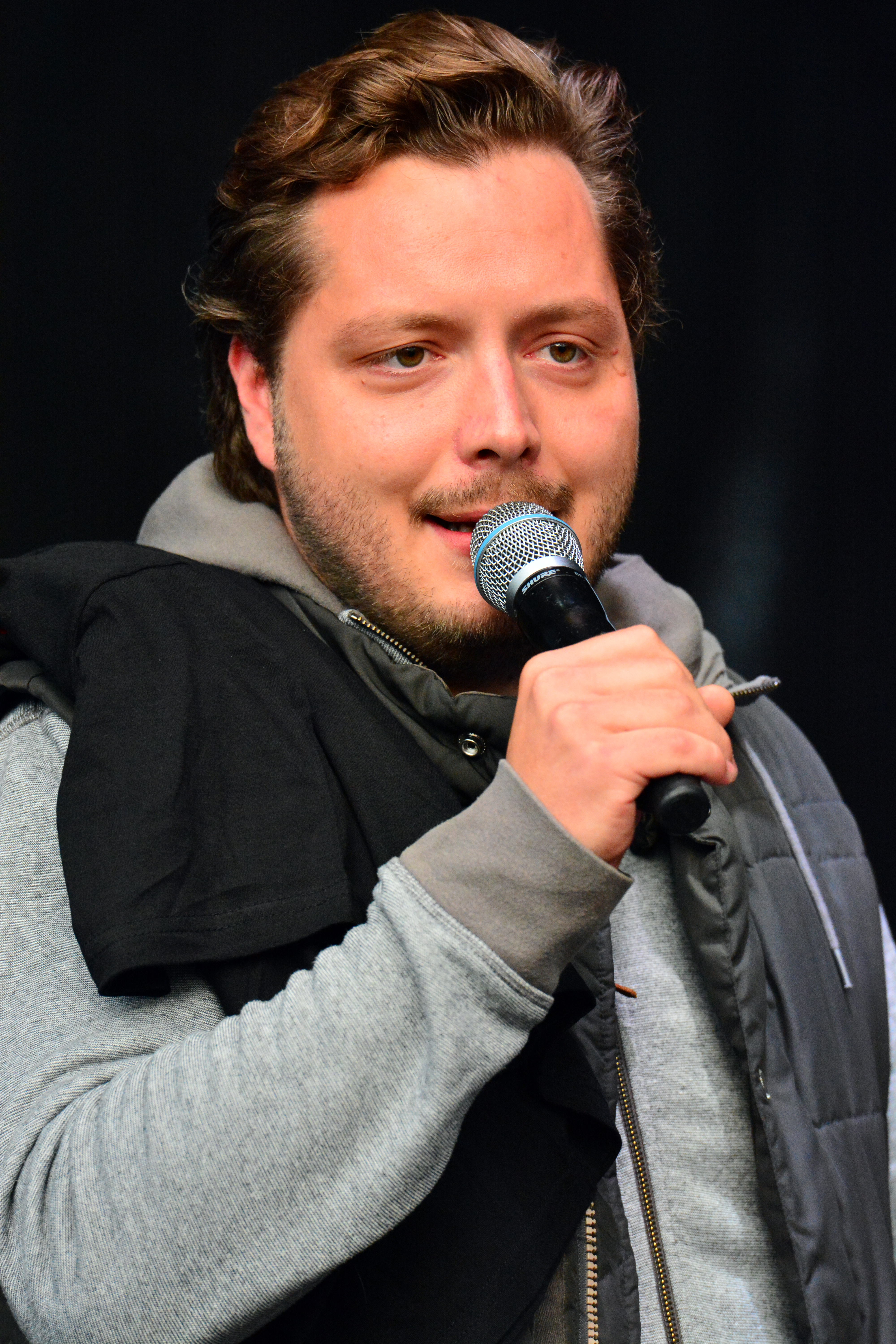
Tim Koschwitz beim Tower-Festival 2014

Tim Koschwitz (* 23. April 1984 in Marburg) ist ein deutscher Hörfunkmoderator und Sohn des Moderators Thomas Koschwitz.
Nachdem er 2002 im Funkhaus Aschaffenburg bei den Radiosendern Primavera und Radio Galaxy seine Ausbildung beendet hatte, wechselte er zu Planet Radio.
Seit mehreren Jahren moderiert er bei verschiedenen deutschen Radiosendern. Stationen waren unter anderem Radio Fritz, 89.0 RTL und der Berliner Rundfunk 91.4. Dort war er bis Mitte August 2010 Moderator der Sendung Koschwitz am Morgen, die er zeitweilig zusammen mit seinem Vater moderierte. Seit 19. April  2012 moderierte er beim Karlsruher Lokalradio Die neue Welle Tim Koschwitz & die Morgencrew.
Ab 2014 war er Co-Moderator der Radiosendung „Carsten Köthes Frühstücksclub“ bei dem privaten Hörfunksender R.SH. Nach Einstellung dieser Sendung moderierte er seit dem 1. Juni 2015 die Verkehrsnachrichten in der „Wach-Mittmann-Show“.
Seit der Programmreform im Februar 2019 moderiert Koschwitz die Sendung Guten Morgen Berlin bei rbb 88.8.